# Azğyn üştıktıñ azaby
Azğyn üştıktıñ azaby (in kazako Азғын үштіктің азабы?) è un film del 1993 diretto da Ermek Şynarbaev, noto anche col titolo Mesto na seroj treugolke (in russo Место на серой треуголке?). È stato presentato al 46º Festival di Locarno col titolo La mia vita sul bicorno, vincendovi il Pardo d'oro.

## Riconoscimenti
- 1993 – Locarno Festival[2][3][4]
  - Pardo d'oro